# Nils Henrik Hägerflycht
Nils Henrik Hägerflycht, född den 5 december 1803 på Lämshaga i Värmdö socken, Stockholms län, död den 9 september 1870 på Fredriksdal i Vagnhärads församling, Södermanlands län, var en svensk militär. Han var son till generalmajor Johan Gustaf Hägerflycht och måg till Carl Peter Törnebladh.
Hägerflycht blev kadett vid krigsakademien på Karlberg 1816 och avlade avgångsexamen där 1821. Han blev fänrik vid Svea livgarde sistnämnda år, stabsfänrik där 1826, löjtnant 1829 och kapten 1844. Hägerflycht befordrades till överstelöjtnant och sekundchef för Livregementets grenadjärkår 1853 och till överste i armén 1858. Han blev överste och chef för Hälsinge regemente 1861. Hägerflycht beviljades avsked från regementet med tillstånd att kvarstå som överste i armén 1864 och avsked ur krigstjänsten 1868. Han blev riddare av Svärdsorden 1854. Hägerflycht vilar på Vagnhärads kyrkogård.